# Rivière Marguerite
Pour les articles homonymes, voir Marguerite.
La rivière Marguerite est un affluent de la rive sud du fleuve Saint-Laurent. Ce cours d'eau coule dans la ville de Bécancour, dans la région administrative du Centre-du-Québec, au Québec, au Canada.

## Géographie
La rivière prend sa source de la confluence du ruisseaux Sud-Ouest du Grand Saint-Esprit et du cours d'eau Beauchemin puis coule vers le nord sur environ 20 km pour se jeter dans l'estuaire fluvial du Saint-Laurent.

## Toponymie
Cette rivière tient son nom de François Marguerie de la Haye, célèbre interprète des langues autochtones.
Le toponyme rivière Marguerite a été officialisé le 28 août 1980 à la Commission de toponymie du Québec.